# Poonsawat Kratingdaenggym
Poonsawat Kratingdaenggym (ur. 20 listopada 1980 w Sakon Nakhon) – tajski bokser, były zawodowy mistrz świata organizacji WBA w kategorii junior piórkowej (do 122 funtów).
Zawodową karierę rozpoczął w czerwcu 2001 roku. 31 sierpnia 2005 roku, w swojej dwudziestej trzeciej walce, pokonał po niejednogłośnej decyzji sędziów późniejszego mistrza świata WBA w kategorii junior piórkowej, Ricardo Cordobę. Stawką pojedynku był tytuł tymczasowego mistrza świata WBA w kategorii koguciej. Niecałe cztery miesiące później pokonał na punkty mistrza WBA w czterech różnych kategoriach wagowych (od słomkowej do junior koguciej), Leo Gameza. Była to ostatnia walka Gameza w karierze.
15 lipca 2006 roku zmierzył się z pełnoprawnym mistrzem świata WBA, Wołodymyrem Sydorenką. Taj przegrał pojedynek jednogłośnie na punkty.
Po tej porażce stoczył osiem zwycięskich pojedynków ze słabszymi pięściarzami, a w marcu 2008 roku, w walce eliminacyjnej WBA w kategorii junior piórkowej, pokonał przez techniczny nokaut w jedenastej rundzie Somsaka Sithchatchawala. Po czterech kolejnych zwycięskich walkach z mniej znanymi bokserami zmierzył się w walce o tytuł tymczasowego mistrza świata WBA z Rafaelem Hernandezem. Walka odbyła się w kwietniu 2009 roku, a Taj wygrał ją przez techniczny nokaut w dziewiątej rundzie.
Zwycięstwo to utorowało mu drogę do walki o tytuł pełnoprawnego mistrza świata federacji WBA. 26 września 2009 roku W Dublinie doszło do pojedynku Kratingdaenggyma z Bernardem Dunnem, ówczesnym mistrzem WBA. Taj znokautował Irlandczyka już w trzeciej rundzie i odebrał mu pas mistrzowski. Dunne po walce został umieszczony w szpitalu na obserwacji, jednak lekarze nie stwierdzili u niego żadnych dolegliwości zdrowotnych.
W pierwszej obronie swojego tytułu wygrał decyzją większości na punkty z Satoshi Hosono.